# Rogowo (Barkowo)
Rogowo – część wsi Barkowo w Polsce, położona w województwie pomorskim, w powiecie człuchowskim, w gminie Człuchów. Wchodzi w skład sołectwa Barkowo.
W latach 1975–1998 Rogowo administracyjnie należało do województwa słupskiego.